# Konstsim vid världsmästerskapen i simsport 2023 – Akrobatiskt lagprogram
Det akrobatiska lagprogrammet vid världsmästerskapen i simsport 2023 avgjordes mellan den 15 och 17 juli 2023 i Marine Messe Fukuoka i Fukuoka i Japan.

## Resultat
Kvalet startade den 15 juli klockan 10:00. Finalen startade den 17 juli klockan 19:30.
Grön bakgrund betyder att konstsimmarna gick vidare till finalen
| Placering | Nation         | Simmare | Kval     | Kval      | Final            | Final            |
| Placering | Nation         | Simmare | Poäng    | Placering | Poäng            | Placering        |
| --------- | -------------- | --- | -------- | --------- | ---------------- | ---------------- |
| 1         | Kina           | Chang Hao Cheng Wentao Feng Yu Shi Haoyu Wang Ciyue Xiang Binxuan Xiao Yanning Zhang Yayi                                                                                | 236,0733 | 1         | 238,0033         | 1                |
| 2         | USA            | Anita Alvarez Jaime Czarkowski Nicole Dzurko Keana Hunter Audrey Kwon Calista Liu Bill May Daniella Ramirez                                                              | 233,9333 | 2         | 232,4033         | 2                |
| 3         | Japan          | Moka Fujii Ikoi Hirota Moeka Kijima Tomoka Sato Yotaro Sato Hikari Suzuki Akane Yanagisawa Megumu Yoshida                                                                | 224,5167 | 4         | 220,5867         | 3                |
| 4         | Mexiko         | Nuria Diosdado Daniela Estrada Itzamary González Glenda Inzunza Joana Jiménez Luisa Rodríguez Jessica Sobrino Pamela Toscano                                             | 202,4533 | 7         | 215,7267         | 4                |
| 5         | Frankrike      | Anastasija Bajandina Ambre Esnault Mayssa Guermoud Claudia Janvier Romane Lunel Eve Planeix Charlotte Tremble Laura Tremble                                              | 212,8900 | 5         | 210,6900         | 5                |
| 6         | Kanada         | Laurianne Imbeau Jonnie Newman Raphaelle Plante Kenzie Priddell Kiara Quieti Claire Scheffel Florence Tremblay Olena Verbinska                                           | 203,6600 | 6         | 205,4900         | 6                |
| 7         | Ukraina        | Maryna Aleksijiva Vladyslava Aleksijiva Marta Fjedina Veronika Hrysjko Darja Mosjynska Anhelina Ovtjynnikova Anastasija Sjmonina Valerija Tysjtjenko                     | 227,9200 | 3         | 204,3634         | 7                |
| 8         | Israel         | Eden Blecher Shelly Bobritsky Maya Dorf Catherine Kunin Nikol Nahshonov Ariel Nassee Neta Rubichek Shani Sharaizin                                                       | 198,4967 | 8         | 199,9667         | 8                |
| 9         | Tyskland       | Klara Bleyer Marlene Bojer Maria Denisov Solène Guisard Daria Martens Susana Rovner Frithjof Seidel Michelle Zimmer                                                      | 190,0267 | 10        | 197,3501         | 9                |
| 10        | Kazakstan      | Nargiza Bolatova Eteri Kakutia Aigerim Kurmangaliyeva Artur Maidanov Xeniya Makarova Anna Pavletsova Valeriya Stolbunova Zhaklin Yakimova                                | 178,5166 | 11        | 191,5333         | 10               |
| 11        | Egypten        | Mariam Ahmed Nadine Barsoum Amina Elfeky Salma Marei Sondos Mohamed Laila Mohsen Nihal Saafan Amina Tarek                                                                | 178,4466 | 12        | 177,6833         | 11               |
| 12        | Italien        | Linda Cerruti Marta Iacoacci Alessia Macchi Sofia Mastroianni Enrica Piccoli Isotta Sportelli Sophie Tabbiani Francesca Zunino                                           | 197,5167 | 9         | 177,3267         | 12               |
| 13        | Storbritannien | Eleanor Blinkhorn Isobel Blinkhorn Millicent Costello Isobel Davies Cerys Hughes Aimee Lawrence Daniella Lloyd Robyn Swatman                                             | 169,4567 | 13        | Gick inte vidare | Gick inte vidare |
| 14        | Australien     | Hannah Burkhill Natalia Caloiero Georgia Courage-Gardiner Alessandra Ho Margo Joseph-Kuo Anastasia Kusmawan Zoe Poulis Milena Waldmann                                   | 159,7100 | 14        | Gick inte vidare | Gick inte vidare |
| 15        | Singapore      | Yvette Ann Chong Kiera Lee Eleanor Quah Posh Soh Royce Soh Vivien Tai Caitlyn Anne Tan Claire Tan                                                                        | 159,1299 | 15        | Gick inte vidare | Gick inte vidare |
| 16        | Chile          | Soledad García Trinidad García Theodora Garrido Isidora Letelier Antonia Mella Josefa Morales Fiona Prieto Rocío Vargas                                                  | 154,2067 | 16        | Gick inte vidare | Gick inte vidare |
| 17        | Nya Zeeland    | Ashley Armstrong Chloe Boyt Ariel Chen Avalee Donovan-Trewhella Isabelle Hitchen Eva Morris Karlina Steiner Eden Worsley                                                 | 153,0934 | 17        | Gick inte vidare | Gick inte vidare |
| 18        | Grekland       | Maria Alzigkouzi Eleni Fragkaki Krystalenia Gialama Maria Karapanagiotou Danai Kariori Ifigeneia Krommydaki Sofia Malkogeorgou Lydia Papanastasiou                       | 144,1068 | 18        | Gick inte vidare | Gick inte vidare |
| 19        | Thailand       | Jinnipha Adisaisiributr Patrawee Chayawararak Nannapat Duangprasert Chantaras Jarupraditlert Pongpimporn Pongsuwan Chalisa Sinsawat Supitchaya Songpan Nichapa Takiennut | 122,7601 | 19        | Gick inte vidare | Gick inte vidare |